# 柴生田稔

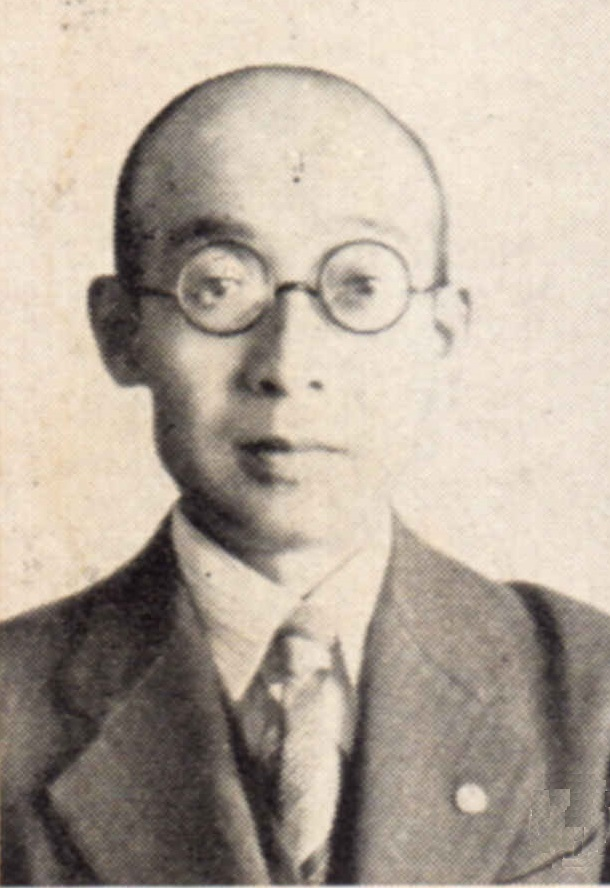
柴生田稔

柴生田 稔（しぼうた みのる、1904年6月26日 - 1991年8月20日）は、日本の歌人・国文学者。

## 来歴・人物
三重県河芸郡玉垣村（現・鈴鹿市）生まれ。ただしこれは出生地の病院の住所で、父・鉄猪は埼玉県出身、自由民権運動にあこがれ私大で法律を学び判事となるが、のち大日本帝国陸軍の法官となり各地を転々とした。母は明治女学校に学んだ文学好きであった。府立一中、一高、1930年東京帝国大学文学部国文科卒。1927年『アララギ』に入会、斎藤茂吉に師事する。明治大学教授・文学部長を経て、75年定年、名誉教授、駒澤大学教授。専攻は万葉集などの上代文学。
1966年、歌集『入野』で読売文学賞（詩歌部門）受賞。1982年、『斎藤茂吉伝』で読売文学賞（研究・翻訳部門）受賞。
専門の文学教育を受けていない茂吉にとって、柴生田は高弟であると同時に万葉集を始めとする「古典和歌」研究著述の支え手でもあった。「柿本人麻呂」などの茂吉の歌書の多くは、柴生田が出典などの資料調査を行っている。墓所は多磨霊園(22-1-84)
歌人岡井隆は、アララギ入会当初は、柴生田に師事していた。明治大学での指導学生に作詞家阿久悠がいる。

## 著書
- 『春山』墨水書房, 1941
- 『麦の庭』白玉書房, 1959
- 『入野』白玉書房, 1965
- 『南の魚 柴生田稔歌集』短歌新聞社 1975
- 『斎藤茂吉伝』正続　新潮社, 1979-81
- 『万葉の世界』岩波書店, 1986
- 『短歌写生説の展開』短歌新聞社, 1987
- 『公園』短歌新聞社, 1990
- 『柴生田稔歌集』清水房雄編 短歌研究社 1992
- 『思い出す人々 わが点鬼簿より』短歌新聞社, 1992
- 『アララギの山脈 近代歌人論』笠間書院, 1995
- 『斎藤茂吉を知る』笠間書院, 1998
- 『月雪花の伝統 古典和歌の論』笠間書院, 2002
- 『短歌と共に』笠間書院, 2004

### 編纂
- 『斎藤茂吉歌集』山口茂吉,佐藤佐太郎共編 岩波文庫 1958
- 『日本詩人全集 第10 斎藤茂吉』中野重治共編　新潮社 1967
- 『日本詩人全集 第11 中野憲吉・土屋文明・木下利玄』近藤芳美,久保田正文共編 新潮社 1968
- 『日本詩人全集 第5 伊藤左千夫・長塚節・島木赤彦・古泉千樫』臼井吉見共編　新潮社 1968
- 『斎藤茂吉歌論集』編 岩波文庫 1977

## 論文
- <柴生田稔